# Підвиння

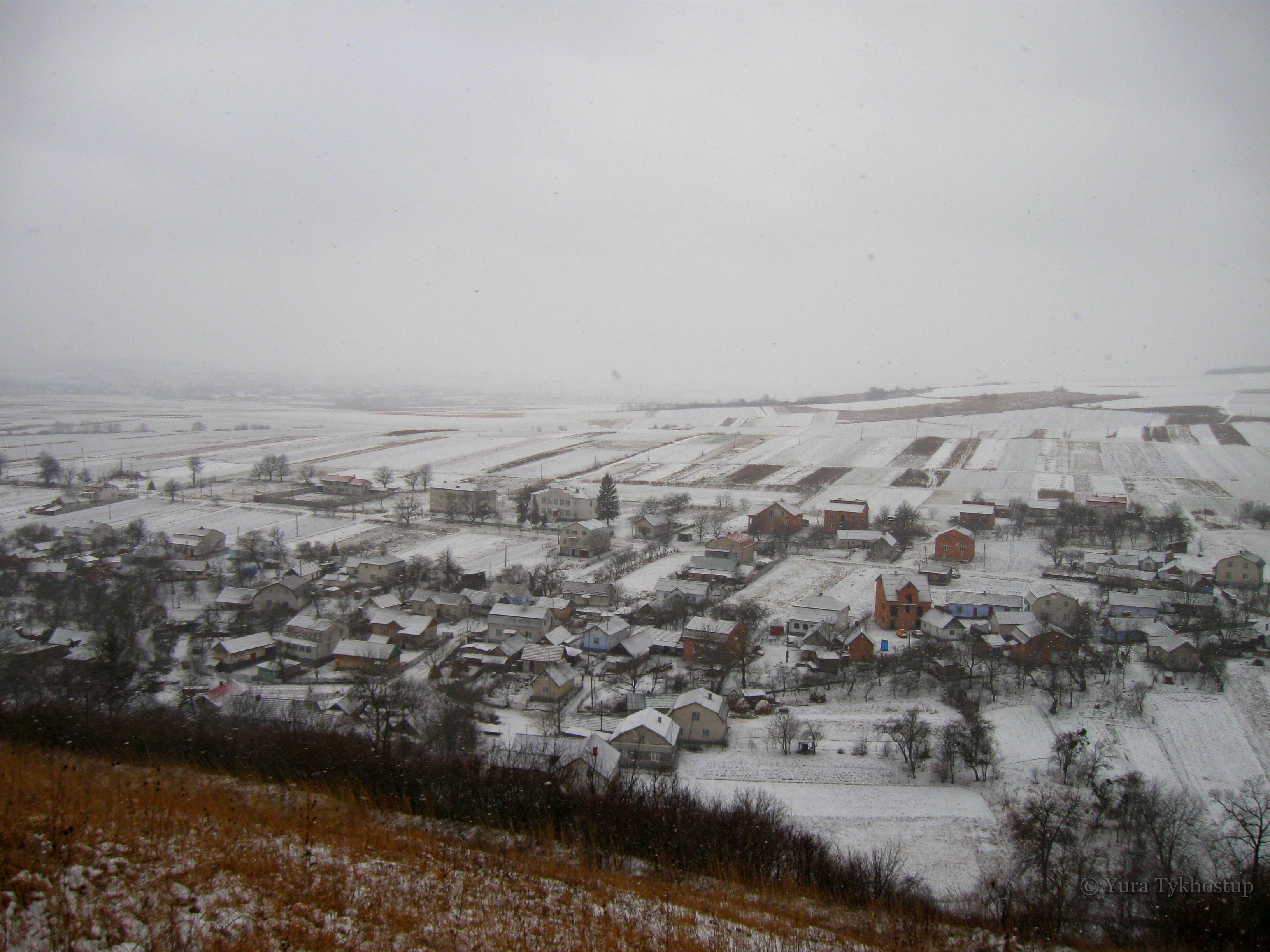

Підви́ння — село в Україні, у Рогатинській міській громаді Івано-Франківського району Івано-Франківської області. 

## Географія
Селом тече струмок Баб'янка.

## Історія
Село знаходиться на схід від міста Рогатина. Перша писемна згадка про село сягає 1433 р. У лісовому масиві на схід від села збереглися сліди давнього поселення. В кінці ХІХ ст. із села Залужжя була перенесена дерев'яна церква Воздвиження Чесного Хреста., яка знищена перебудовою в кінці минулого століття. До Підвинянської сільської ради були приналежні: село Кутці, село Перенівка та хутір Лісова. Населення села станом на 09.12.1931 р. становило 485 ч., на 01.01.1993 р. — 458 ч., на 01.01.2009 р. — 398 ч.
Згадується село 10 лютого 1438 року в книгах Галицького суду.
У 1939 році в селі проживало 530 мешканців (435 українців, 35 поляків, 40 латинників, 5 євреїв).
12 червня 2020 року, відповідно до Розпорядження Кабінету Міністрів України  № 714-р «Про визначення адміністративних центрів та затвердження територій територіальних громад Івано-Франківської області», увійшло до складу Рогатинської міської громади.
19 липня 2020 року, в результаті адміністративно-територіальної реформи та ліквідації Рогатинського району, село увійшло до складу новоутвореного Івано-Франківського району.